# یون لوکا کاراجیاله
یون لوکا کاراجیاله (رومانیایی: Ion Luca Caragiale؛ ‏تلفظ رومانیایی: [iˈon ˈluka karaˈd͡ʒjale]؛ ‏۱۳ فوریه [سبک قدیمی: ۱ فوریه] ۱۸۵۲ – ۹ ژوئن ۱۹۱۲) نویسنده، نمایشنامه‌نویس، شاعر، مقاله‌نویس، مترجم، مدیر سالن نمایش، روزنامه‌نگار و مفسر سیاسی اهل رومانی بود.
وی را که میراث فرهنگی بزرگی از خود به جای گذاشت، یکی از بزرگترین نمایشنامه‌نویسان زبان و ادبیات رومانی می‌دانند. وی یکی از بزرگترین نویسندگان رومانی و در کنار میهای امینسکو، یون اسلاویچ و آیون کرنگا یکی از اصلی‌ترین نمایندگان جامعهٔ اثرگذار ادبی «ژونیمئا» می‌دانند. وی همچنین در سبک‌های گوناگونی چون ناتورالیسم، نوکلاسیسیسم و واقع‌گرایی فعالیت داشت و آثارش طیف گسترده‌ای از سبک‌های نوشتاری را همچون درام، ملودرام، کمدی، تراژدی، داستان کوتاه، داستان تاریخی، رمان کوتاه، طنز، نقیضه، کلام قصار، ادبیات فانتزی، خبرنگاری، شرح حال، متل، تقریظ و حکایت در بر می‌گرفت.